# 春假
春假（英語：Spring break）是一种传统的学校假期，根据国家和地区的不同，春假的时间也有所不同。北半球国家一般在每年3月到5月之间，南半球国家一般在每年10月到11月之间，因欧美国家的春假多安排在复活节前后，又被称为复活节假期（英語：Easter holidays）。

## 各地春假

### 美国
美国的春假始于20世纪30年代中期，通常在安排在春季学期期中的3-4月，时间为7-10天。大批年轻人通常选择气候温暖的佛罗里达州等南部沙滩地区度假、举行派对，成为当地春假传统。

### 中国

#### 内地
中国大陆没有统一的春假制度，由于已经有包含农历新年的寒假，大部分学校都没有春假的概念。2013年，国务院办公厅印发的《国民旅游休闲纲要（2013—2020年）》提出，“在放假时间总量不变的情况下，高等学校可结合实际调整寒、暑假时间，地方政府可以探索安排中小学放春假或秋假。”教育部则指出“学校放假时间包括春秋假时间由各地、高等学校结合实际做出具体安排”。中国人民大学从2004年开始设置春假，浙江省杭州市自2014年起在全国率先进行中小学春秋假试点，部分高校如厦门大学、烟台大学、大连外国语大学、辽宁师范大学等也试行春假制度，一般在四月底至五月初放假，与五一劳动节假期相连，天数为5-9天不等。

#### 香港
香港學校有兩個類似春假的假期，分别追随中国的传统和英国的传统。即農曆新年假期及復活節假期。大约在两周以内。

### 英国
英国春假一般是等同于复活节假期，通常在三月下旬或四月，假期持续两周以上。

### 台湾
在臺灣（中華民國），由於兒童節假期（4月4日）和清明節假期（4月5日）相连，許多大專院校將兒童節及清明節所在的星期設定為春假，最短4天，最长可达9-10天。另外，中小學過往亦有春假，但在週休二日制實施後於2002年取消。

### 日本
日本的學年從4月開始，因此各学校在3月底举行毕业典礼，4月初举行开学典礼，中间的假期则为春假。

### 韩国
韩国的春假以往多数集中在学年结束的2月下旬之后，休息一至两周，近年则多安排在四月初或儿童节（5月5日）前后。

### 法国
全国被划分为A、B、C三个大区，学校的春假放假时间相互错开，一般安排在四月初至五月初，时长均为两周左右。

## 以春假為題材的作品
- 《春假》（2012年）